# Organo dell'abbazia dei Santi Pietro e Paolo a Luxeuil-les-Bains

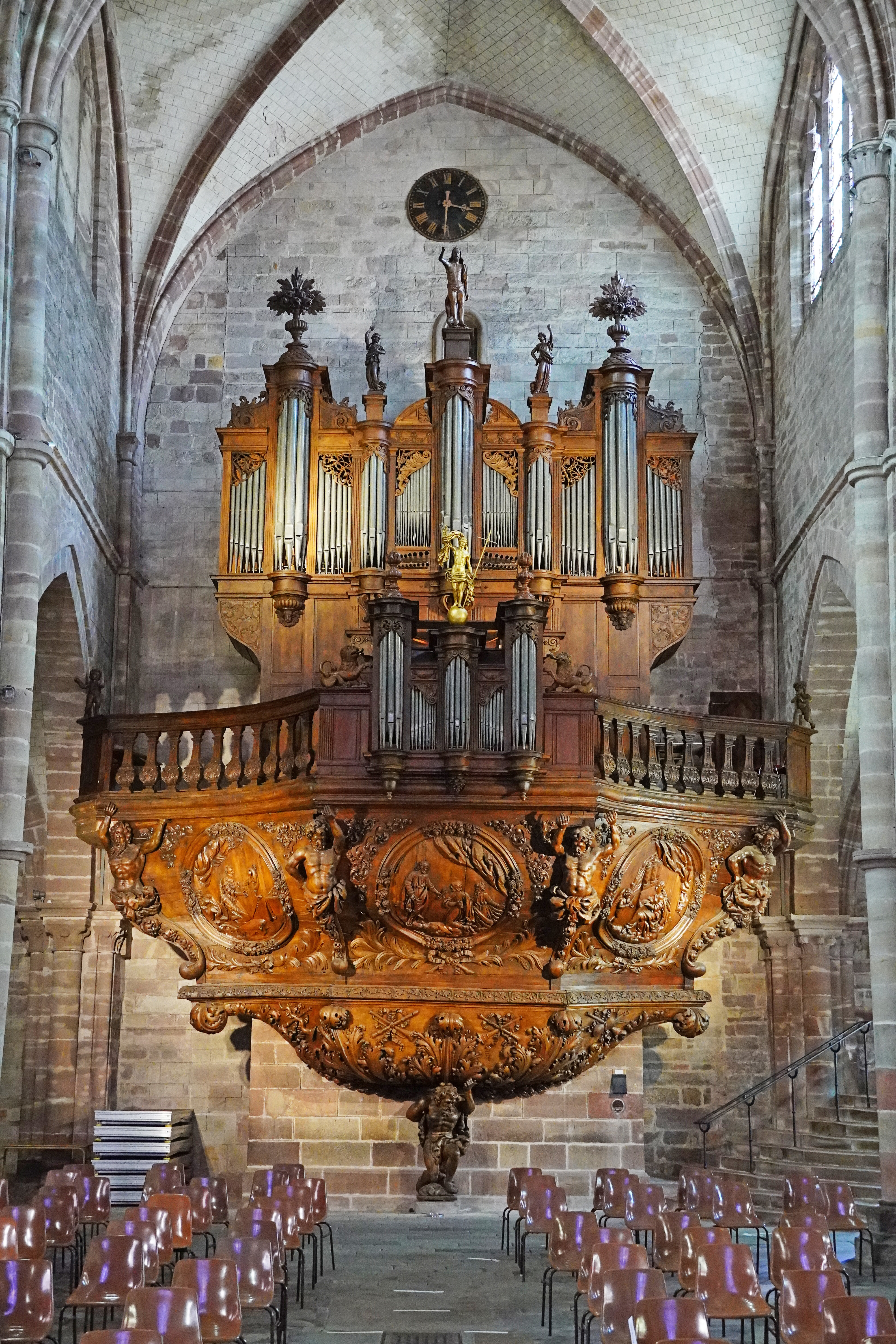
L'organo dell'abbazia dei Santi Pietro e Paolo a Luxeuil-les-Bains.

Con organo dell'abbazia dei Santi Pietro e Paolo ci si riferisce a un organo a canne monumentale presente a Luxeuil-les-Bains, in Francia.

## Storia

### XVII e XVIII secolo
L'organo dell'abbazia di Luxeuil venne realizzato fra il 1615 e il 1617 su incarico dell'abate Antoine de la Baume. Lo strumento era costituito da un corpo con tre torri (l'attuale parte centrale del prospetto) e da un positivo (l'attuale positivo tergale). Il nome dell'organaro, sicuramente di origini fiamminghe, è sconosciuto, mentre il falegname che realizzò la cassa era Jean Dognadec. Questo primo strumento era posizionato in una cantoria lignea posta sopra l'ingresso principale della chiesa.
Nel 1633 i monaci ristrutturarono l'edificio e murarono la porta principale, che si trovava sotto l'organo. Per riempire lo spazio vuoto lasciato dalla porta venne realizzato, fra il 1668 e il 1695, un piedistallo monumentale interamente in legno di quercia, costituito da una statua di Atlante che sorregge una gigantesca foglia di acanto decorata da alcuni strumenti musicali scolpiti.
Al di sopra, il piedistallo si allarga notevolmente formando una struttura divisa in tre parti da quattro telamoni, le quali sorreggono la tribuna dell'organo. Al centro di ogni parte è scolpito un medaglione, raffigurante, da sinistra a destra, il re Davide che suona l'arpa, la consegna delle chiavi all'apostolo Pietro e santa Cecilia che suona l'organo accompagnata da un angelo violinista. Sulla destra, all'altezza della tribuna, era presente una piccola cabina chiusa da pannelli di vetro, all'interno della quale gli abati, che scendevano in chiesa solamente per le celebrazioni maggiori, assistevano alle liturgie minori. La cabina venne rimossa intorno al 1880.
Nel 1695 l'organaro Philippe Picard, aiutato dai suoi figli Antonie e Joseph, ingrandì lo strumento, costruendo le due parti laterali ai lati della struttura centrale. L'organo, all'epoca, era composto da 3.000 canne, due manuali (Grand-Orgue e Positif), pedaliera e circa trenta registri. Durante la rivoluzione francese la chiesa venne trasformata in magazzino, lasciando lo strumento in stato di abbandono. Tutti i documenti relativi a interventi e restauri effettuati nel corso del XVIII secolo andarono perduti.

### XIX secolo
Ristabilito il culto all'interno dell'edificio, i monaci chiamarono Jean-Baptist Gavot per restaurare lo strumento. Gavot stilò una relazione con la disposizione fonica dell'organo. Di questo documento, purtroppo, sono giunti fino al XXI secolo solo i dettagli relativi al manuale del positivo: Gavot, come registri, elencò Cromorne, Fourniture, Nasard, Doublette, Tierce, ai quali si aggiungevano Montre 4' e Bourdon 8'. A questi, Gavot aggiunse un Basson-Hautbois.
Nel 1829 lo stesso organaro aggiunse il terzo manuale, per l'Echo, e due nuovi registri, un Cornet V e una Trompette. Dopo alcune riparazioni eseguite nel 1835 dai figli di Gavot, Joseph Callinet, fra il 1840 e il 1841, eseguì un restauro completo. Nel 1846 la cassa venne classificata come monumento storico di Francia. Nel 1859 lo strumento venne restaurato e vennero posizionate una statua settecentesca dorata di Cristo, sopra la torretta centrale del positivo tergale, e due statue di leopardi, ai lati. Nel 1860 Claude-Ignace Callinet effettuò alcuni lavori di restauro, seguiti da altri lavori nel 1903.

### XX e XXI secolo
Jules Bossier, fra il 1915 e il 1917, sostituì l'originale trasmissione meccanica con una trasmissione pneumatica, eliminò numerosi registri e modificò la console, eseguendo un lavoro che venne successivamente giudicato di scarsa qualità. Louis Georgel, nel 1949, sostituì la manticeria ed eseguì altri lavori distruttivi, come la rimozione di una parte della cassa per far spazio al coro.
Il materiale fonico, nel 1972, venne classificato come monumento storico di Francia. Dal 1974 al 1980 gli organari Jean Deloye e Philippe Hartmann, sotto la guida dell'ispettorato per i monumenti storici, effettuarono un restauro completo dello strumento, riutilizzando il materiale fonico antico e ricostruendo lo strumento secondo i criteri fonici seicenteschi. Inoltre, aggiunsero un quarto manuale per complementare i registri del grand'organo.
Lo strumento, attualmente, dispone di 3.137 canne e 44 registri (dei quali 4 originali del 1617), disposti su quattro manuali e pedaliera (Positif, Grand-Orgue, Raissonance, Écho, Pédale). La catenacciatura è stata ricostruita secondo i canoni storici. L'organo è inserito all'interno di diversi festival organistici internazionali, che, specialmente durante la stagione estiva, in collaborazione con l'associazione Amis de l'orgue de Luxeuil-les-Bains vi tengono alcuni concerti. 

## Caratteristiche tecniche
Attualmente l'organo è a trasmissione interamente meccanica. La disposizione fonica è la seguente:
| I - Positif       |         |     |
| Montre            | 4'      | P-A |
| Doublette         | 2'      | A   |
| Fourniture        | III     | C   |
| Cymbale           | II      | H   |
| Bourdon           | 8'      | P-C |
| Nasard            | 2' 2/3  | P   |
| Tierce            | 1' 3/5  | P-A |
| Salicional        | 8'      | C   |
| Flûte traversière | 4' - 8' | C   |
| Cromorne          | 8'      | H   |

| II - Grand-Orgue |        |       |
| Principal        | 8'     | O-B-H |
| Octave           | 4'     | O-H   |
| Sifflet          | 1'     | O     |
| Mixture          | V - VI | H     |
| Bordun           | 8'     | P-G   |
| Flûte            | 4'     | H     |
| Gemshorn         | 2'     | H     |
| Quinte-Flûte     | 1' 1/3 | H     |
| Cornet           | V      | O-H   |
| Trompette        | 8'     | C     |
| Chalumeau        | 4'     | B     |

| III - Raisonnance |        |         |
| Montre            | 8'     | P-C-B   |
| Prestant          | 4'     | P-G-C-H |
| Doublette         | 2'     | G-B-H   |
| Fourniture        | IV     | H       |
| Cymbale           | III    | H       |
| Bourdon           | 16'    | P-D-H   |
| Bourdon           | 8'     | C       |
| D. Flûte allem.de | 8'     | C       |
| Grand-Tierce      | 3' 1/5 | C-B-H   |
| Nazard            | 2' 2/3 | B-H     |
| Tierce            | 1' 3/5 | B       |
| Trompette         | 8'     | G-H     |
| Clairon           | 4'     | G-H     |
| Voix humaine      | 8'     | B       |

| IV - Echo |    |     |
| Cornet    | V  | P-H |
| Trompette | 8' | B-H |

| Pédale      |     |       |
| Flûte       | 16' | B     |
| Flûte       | 8'  | C     |
| Flûte       | 4'  | D-B   |
| Violoncelle | 8'  | C-B   |
| Bombarde    | 16' | C     |
| Trompette   | 8'  | D-C   |
| Clairon     | 4'  | D-C-B |

O = Materiale originale del 1617.
P = Materiale di Philippe Picard (1695).
A = Materiale di organaro anonimo (XVIII secolo).
G = Materiale di Jean-Baptist Gavot (1808-1829).
C = Materiale di Joseph e Claude-Ignace Callinet (1840-1860).
D = Materiale di Charles Didier (seconda metà del XIX secolo).
B = Materiale di Jules Bossier (1917).
H = Materiale di Philippe Hartmann (1974-1980).

## Galleria d'immagini

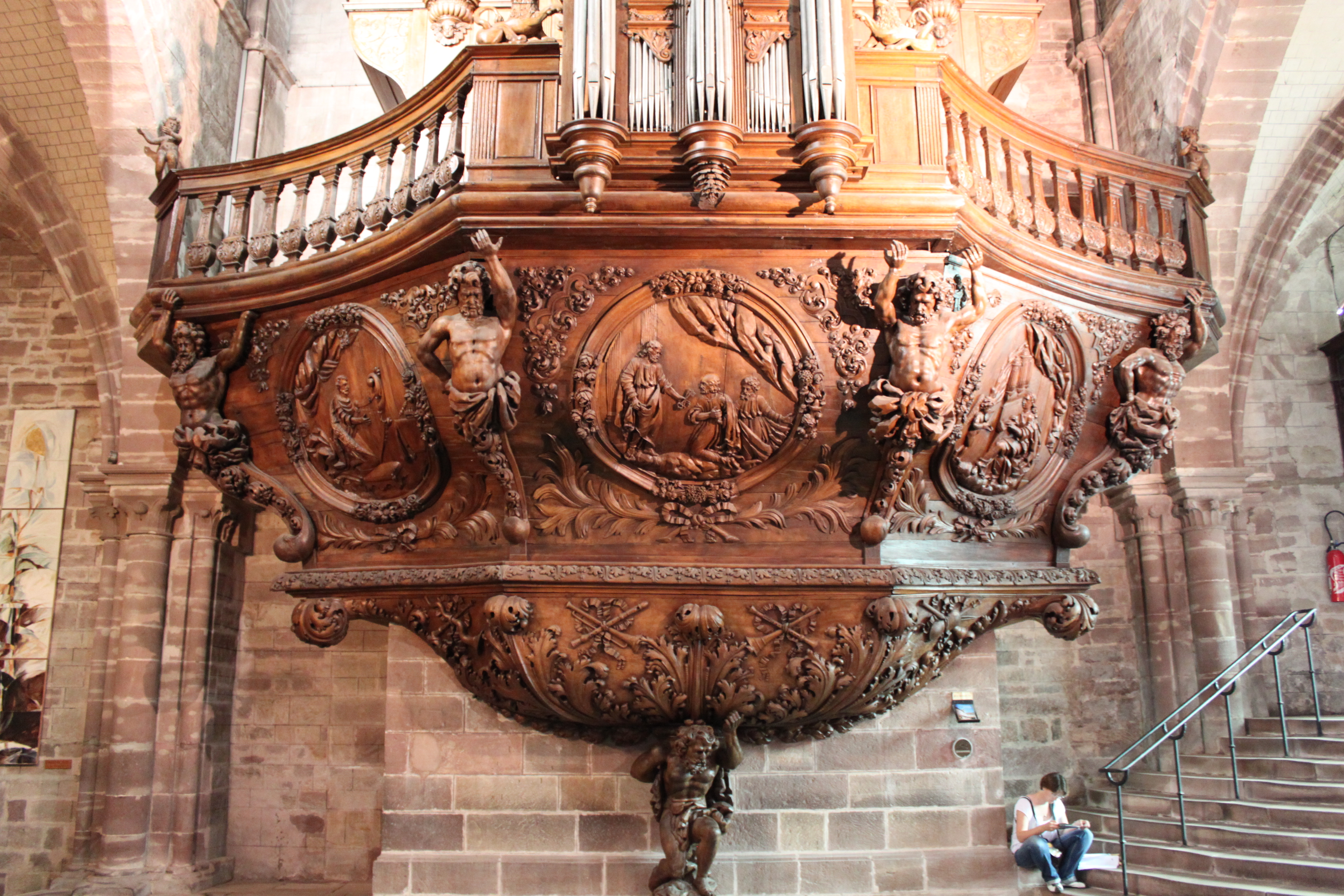
Il basamento.
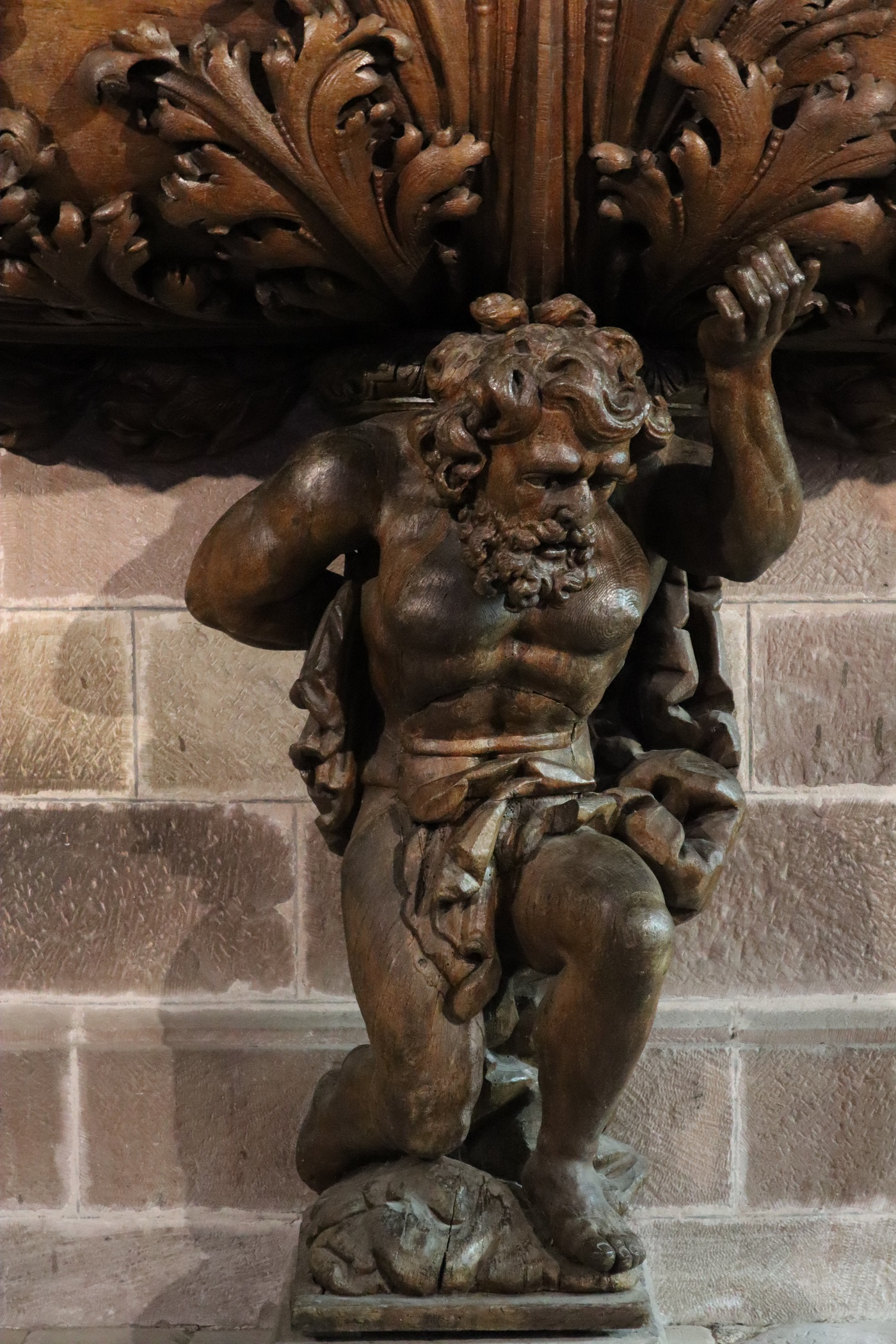
La statua di Atlante.

## Discografia
- René Saorgin, J.S. Bach - Orgelbüchlein BWV 599-644 - René Saorgin à l'orgue de Luxeuil, 1 CD, Harmonia Mundi, ASIN B0000634WB.